# Fòsfor (fill d'Astreu)

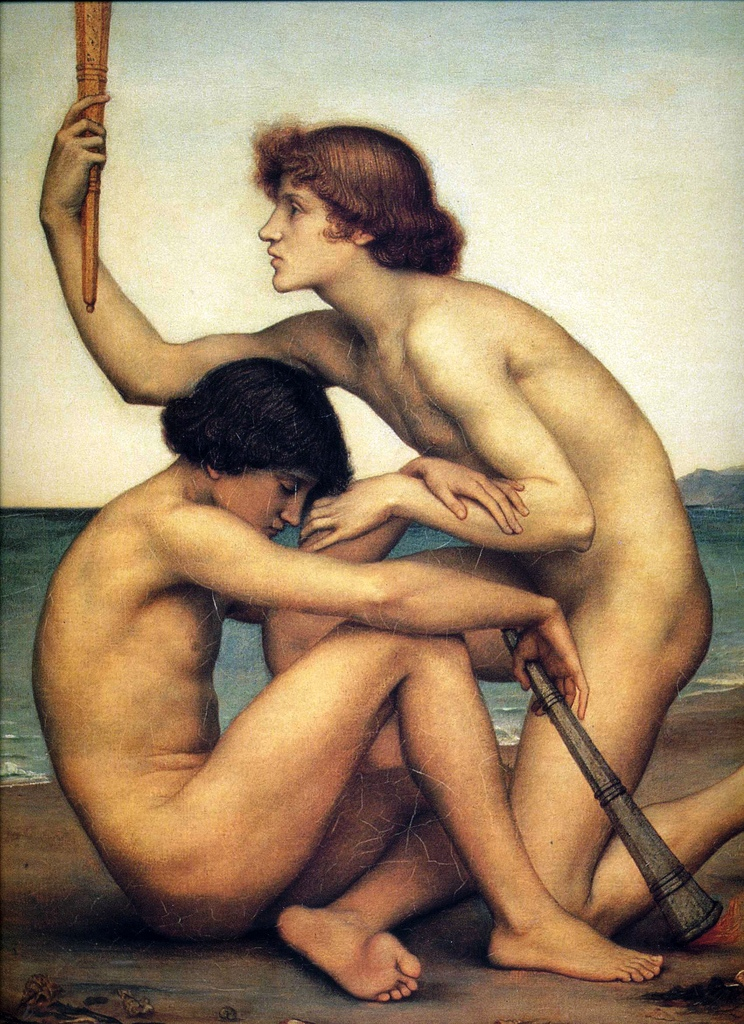
Evelyn de Morgan - Fòsfor i Hèsper, 1881

D'acord amb la mitologia grega, Fòsfor (en grec antic Φωσφόρος, "portador de la llum"), traduït al llatí com a (Lucífer) fou un déu, fill d'Astreu i d'Eos. És una personificació de l'estel de l'alba (el planeta Venus en la seua aparició matinal). Els antics l'imaginaven com un jove amb una torxa a la mà, que apareixia al cel poc abans de l'aurora, portava la llum del dia i tancava la marxa dels estels.
Hesíode li va aplicar el nom d'Eòsfor o Heòsfor (en grec antic Έωσφόρος "la flama de l'aurora").